# Didelphodon
Genre
Didelphodon est un genre fossile de mammifères métathériens de la famille des Stagodontidae, de l'âge Maastrichtien, au Crétacé supérieur.

## Systématique
Le genre Didelphodon est décrit en 1889 par le paléontologue américain Othniel Charles Marsh (1831-1899),
Les espèces vivaient au Crétacé supérieur, au Maastrichtien, en Amérique du Nord,.

## Description

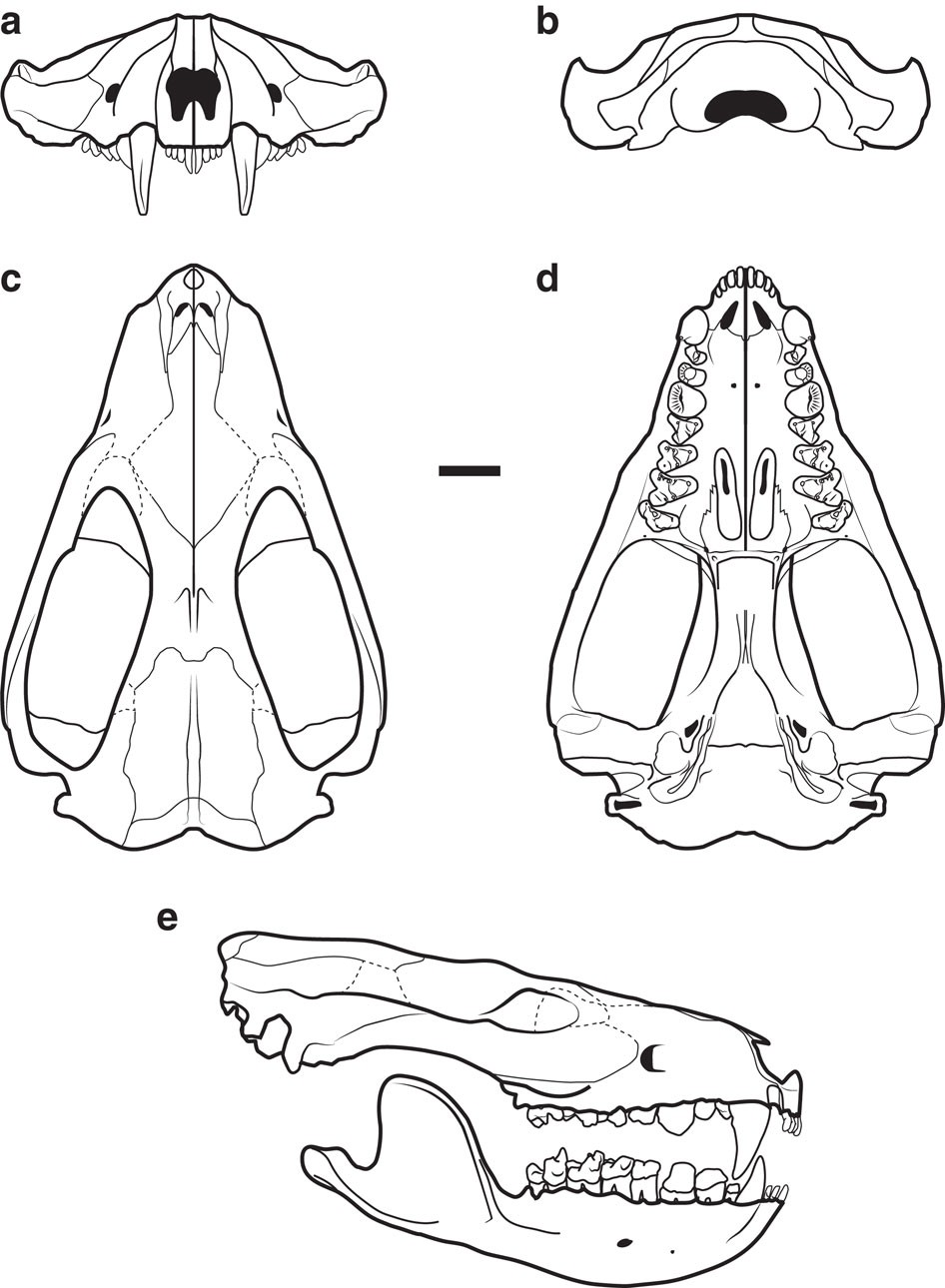
Reconstitution du crâne de Didelphodon.

Un peu plus grand que l'opossum de Virginie avec une longueur du crâne de plus de 10 cm et un poids de 5,2 kg, Didelphodon était l'un des plus grands mammifères du Crétacé supérieur. Ses dents, avec des cuspides spécialisées en forme de lame et des encoches carnassières, indiquent qu'il s'agissait d'un prédateur. Les mâchoires sont courtes et massives et portent d'énormes dents prémolaires bulbeuses qui semblent avoir été utilisées pour écraser. Les analyses d'un crâne presque complet attribué à Didelphodon montrent qu'il avait un quotient de force de morsure inhabituellement élevé (c'est-à-dire une force de morsure par rapport à la taille du corps) chez les mammifères mésozoïques, suggérant un régime durophage. Cependant, son crâne n'a pas le front voûté des hyènes et d'autres mammifères durophages spécialisés mangeurs d'os, ce qui indique que son régime alimentaire était peut-être un mélange d'aliments durs (par exemple, escargots, os) avec de petits vertébrés et de charognes ;  bien que des habitudes omnivores aient été suggérées dans le passé, il semble qu'il était incapable de traiter la matière végétale, ce qui le rend plus susceptible d'être hypercarnivore ou durophage. Une certaine convergence avec les carnassiers d'autres groupes de mammifères prédateurs a également été notée.

## Liste des espèces
Selon Paleobiology Database en 2023, les espèces fossiles référencées sont au nombre de six :
- Didelphodon comptus Marsh 1889
- Didelphodon coyi Fox & Naylor, 1986
- Didelphodon padanicus Cope, 1892
- Didelphodon vorax (Marsh, 1889) - espèce type
- Ectoconodon montanensis Simpson, 1927
- Stagodon tumidus Marsh, 1889[2]

### Publication originale
- (en) O. C. Marsh, « Discovery of Cretaceous Mammalia », American Journal of Science and Arts, 3e série, vol. 38, no 223,‎ 1889, p. 81-92 (DOI 10.2475/ajs.s3-38.223.81, lire en ligne).

### Référence taxonomiques
- (fr + en) EOL : Didelphodon Marsh 1889 (consulté le 12 janvier 2023)
- (fr + en) GBIF : Didelphodon Marsh, 1889 (consulté le 12 janvier 2023)
- (en) Paleobiology Database : †Didelphodon Marsh, 1889 (consulté le 11 janvier 2023)